# Stráž pod Ralskem
Pour les articles homonymes, voir Stráž.
Stráž pod Ralskem (en allemand : Wartenberg am Rollberg) est une ville du district de Česká Lípa, dans la région de Liberec, en Tchéquie. Sa population s'élevait à 3 839 habitants en 2025.

## Géographie
Stráž pod Ralskem se trouve à 19 km à l'ouest de Česká Lípa, à 20 km à l'ouest-sud-ouest de Liberec et à 75 km au nord-nord-est de Prague.
La commune est limitée par Jablonné v Podještědí et Dubnice au nord, par Hamr na Jezeře à l'est, par Ralsko au sud, et par Noviny pod Ralskem et Brniště à l'ouest.

## Histoire
La première mention écrite de la localité date de 1283.

## Patrimoine

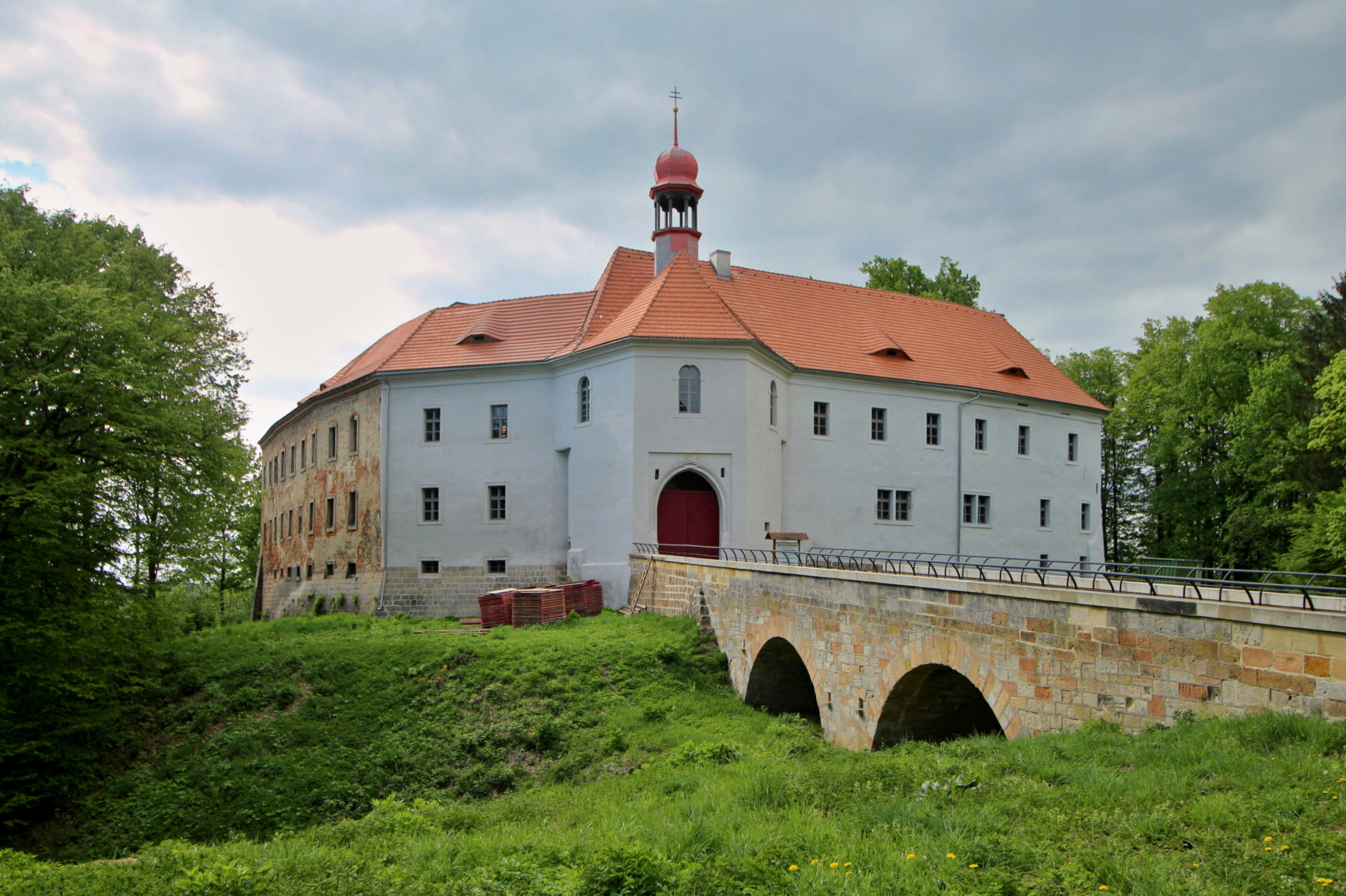
Château de Vartenberk.
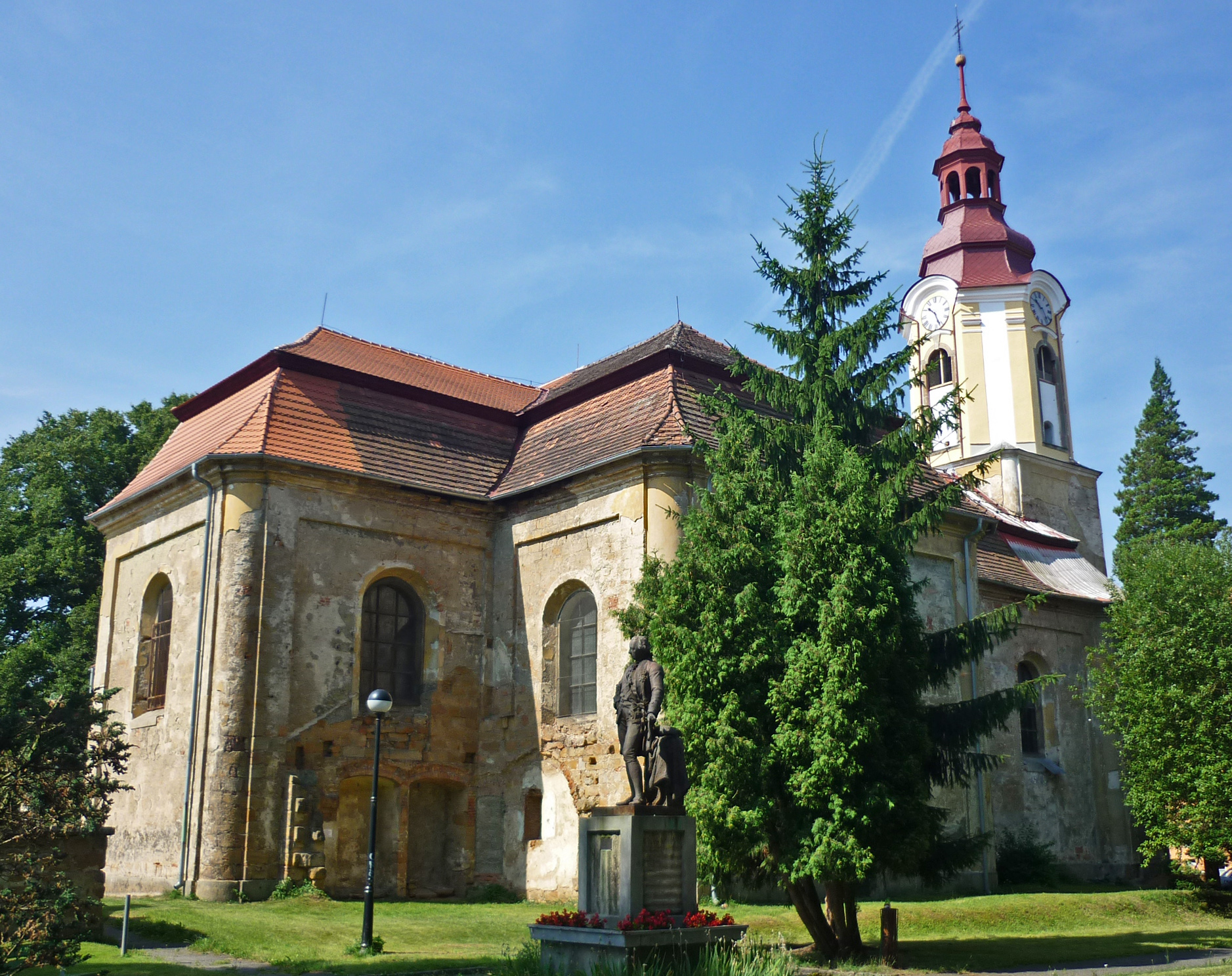
Église Saint-Sigismond.

## Économie
Stráž pod Ralskem est connue pour ses mines d'uranium exploitées après la Seconde Guerre mondiale. Les mines et les galeries exploitées autour de la ville ont produit jusqu'en 1996 un total de 15 000 tonnes d'uranium. La région était autrefois la principale zone d'extraction d'uranium au monde. Les déchets qui y sont déposés suscitent des débats dans l'opinion publique. La surface totale actuellement affectée est d'environ 24 kilomètres carrés. La contamination du milieu rocheux provoquée par l'extraction chimique (lessivage au moyen d'acide sulfurique) menace potentiellement les sources d'eau potable ainsi que les rivières de surface dans la région. Il existe un risque de migration de solutions très acides, ce qui pourrait affecter pour des siècles des sources d'eau actuellement très importantes pour la République tchèque. Un assainissement à grande échelle de cette zone est donc nécessaire. Selon les modes de calcul, l'assainissement et la liquidation des conséquences de l'extraction d'uranium pourraient durer jusque dans les années 2080.

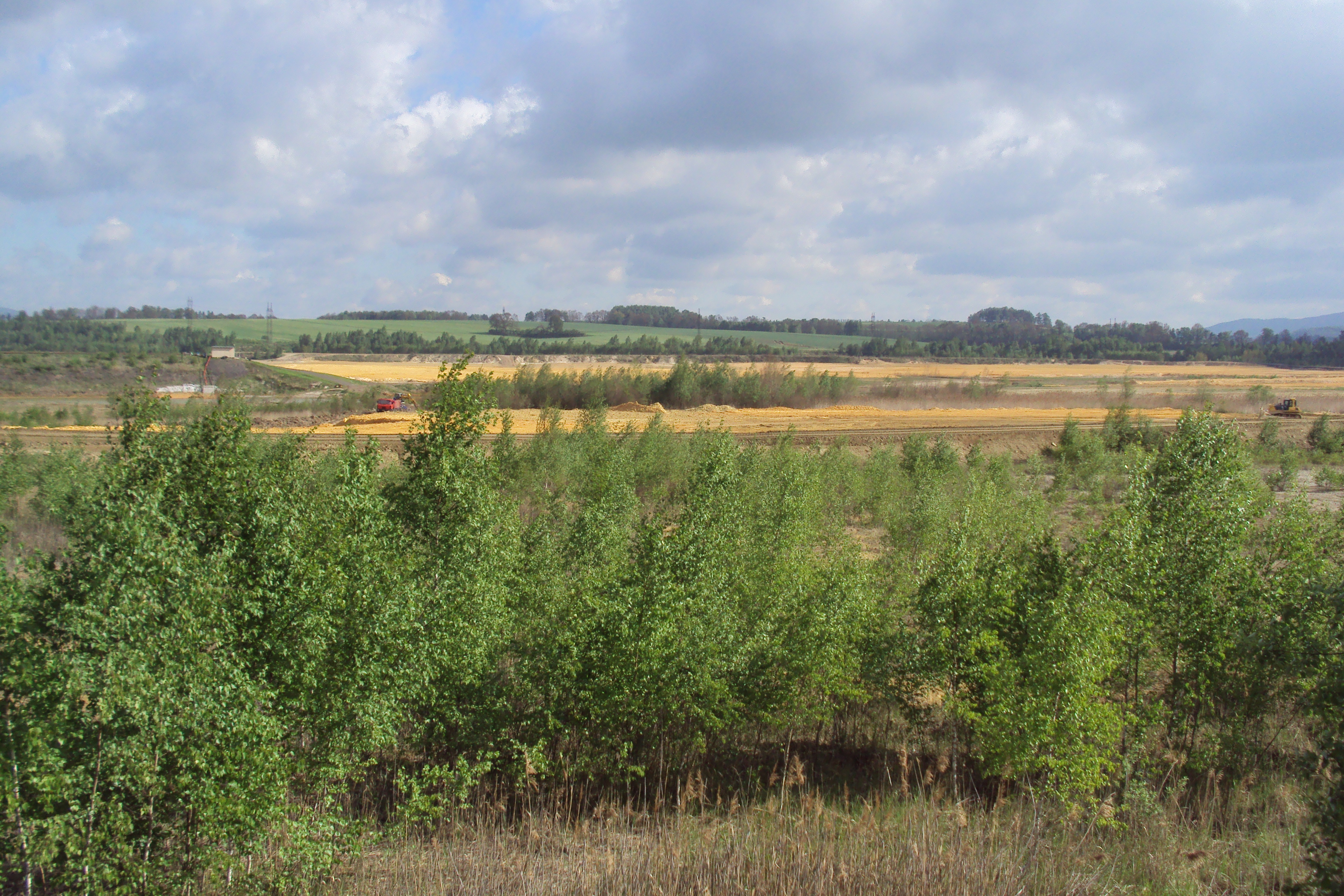
Bassins de décantation de résidus des mines d'uranium.
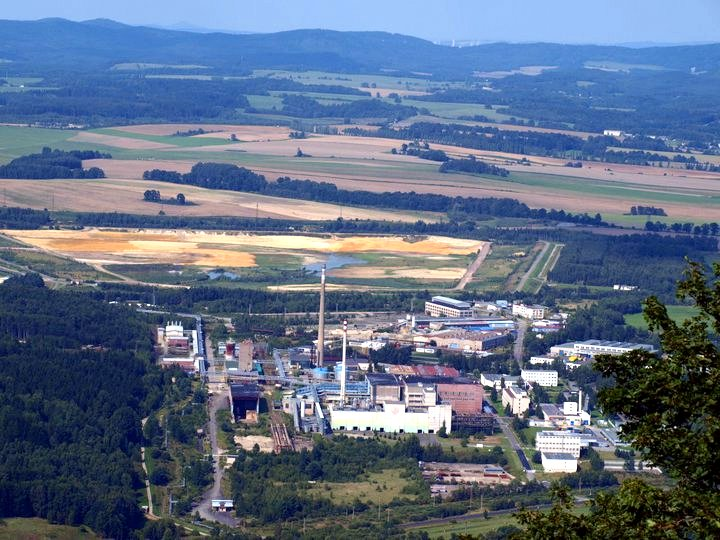
Siège de Diamo.

DIAMO est une entreprise d'État, dont le siège se trouve à Stráž pod Ralskem et dont la mission est d'améliorer l'environnement dans les régions touchées par les activités minières après l'extraction d'uranium, de minerai et de charbon en République tchèque.

## Transports
Par la route, Stráž pod Ralskem se trouve à 10 km de Mimoň, à 24 km de Česká Lípa, à 33 km de Liberec et à 101 km de Prague.

## Personnalité
- Heinrich Ignaz Franz Biber (1644-1704), compositeur et violoniste baroque